# Маленький секрет
«Маленький секрет» (порт. Pequeno Segredo) — бразильський драматичний фільм, знятий Девідом Шурманном за реальними подіями. Прем'єра стрічки в Бразилії відбулась 10 листопада 2016 року. Фільм розповідає про родину, яка подорожує світом на яхті, але удочеріння дівчинки Кет змінює життя членів родини.
Фільм був висунутий Бразилією на премію «Оскар» за найкращий фільм іноземною мовою.

## У ролях
- Марселло Ентоні
- Еролл Шанд
- Марія Флор
- Жулія Лемертц
- Майкл Вейд
- Раян Джеймс
- Фіоннула Фленаґан

## Висунення на премію «Оскар»
Висунення «Маленього секрету» на премію «Оскар» супроводжувалось скандалом. Режисери бразильських фільмів «Неоновий бик», «Не називай мене сином», «Моїй мертвій коханій» відкликали свої заявки з розгляду на знак протесту проти призначення кінокритика Маркуса Петручеллі головою бразильського оскарівського комітету через його «заангажованість та конфлікт інтересів». Раніше, Петручеллі звинуватив у лицемірстві та брехні творчу команду фільму «Водолій», який розглядався одним із фаворитів на висунення на премію «Оскар» від Бразилії, через перформанс творців з гаслами «Бразилія більше не демократія» і «У Бразилії відбувається держпереворот», який вони зробили на червоній доріжці Каннського кінофестивалю, виступаючи проти оголошення імпічменту президенту Бразилії Ділмі Русеф. Акторка Інгра Ліберату та режисер Гільєрмі Фіуза Зенья вийшли зі складу бразильського оскарівського комітету, який в підсумку висунув фільм «Маленький секрет».